# Elezioni amministrative in Artsakh del 2019
Le elezioni amministrative del 2019 in Artsakh si sono svolte il giorno 8 settembre e hanno interessato il rinnovo delle cariche di Capo della comunità (sindaco) e del “Consiglio degli anziani” (Consiglio comunale) di tutte le comunità urbane e rurali della repubblica caucasica de facto, fino al 2017 denominata Nagorno Karabakh.
In data 21 giugno 2019 il presidente Bako Sahakyan aveva firmato il relativo decreto di convocazione.
La consultazione elettorale, che ha interessato 228 comunità con 277 seggi e 2153 membri di seggio, ha visto in competizione 412 candidati sindaco  e 1394 candidati ai Consigli degli anziani. In 105 comunità era presente un solo candidato, in 76 due, in 33 tre; in nove comunità vi erano in lizza 4 candidati mentre in cinque il numero dei contendenti alla carica di sindaco era di cinque o più.

## Votanti
Secondo i dati della Commissione elettorale centrale hanno votato 67.342 elettori pari al 65,3% degli aventi diritto (103.043) con un aumento significativo sia di votanti che di aventi diritto rispetto alle consultazioni del 2015 che avevano interessato un minor numero di comunità.
| Regione              | Votanti | Percentuale votanti |
| -------------------- | ------- | ------------------- |
| Step'anakert         | 21.611  | 55,4%               |
| Regione di Askeran   | 9.008   | 76,7%               |
| Regione di Hadrut    | 5.983   | 69,6%               |
| Regione di Martakert | 9.218   | 70,7%               |
| Regione di Martuni   | 12.594  | 72,5%               |
| Regione di Shahumian | 1.514   | 71,7%               |
| Regione di Shushi    | 2.306   | 58,7%               |
| Regione di Kashatag  | 5.088   | 70,1%               |

## Risultati
139 Capi comunità in carica (pari al 61,2%) sono stati riconfermati mentre 35 non sono stati rieletti. Sulla scorta dell'apparentamento politico gli eletti sindaco sono così suddivisi:
| Partito                           | Eletti | Percentuale |
| --------------------------------- | ------ | ----------- |
| Libera Patria                     | 61     | 26,9%       |
| Partito Democratico dell'Artsakh  | 12     | 5,3%        |
| Federazione Rivoluzionaria Armena | 8      | 3,5%        |
| Indipendenti                      | 164    | 64,3%       |

Rispetto alle precedenti consultazioni del 2015 si registra un più alto numero di candidati indipendenti; Libera patria si conferma il partito più seguito mentre Democratici e ARF perdono consensi. Per quanto riguarda gli eletti nei Consigli degli anziani, la composizione politica è la seguente:
| Partito                           | Eletti | Percentuale |
| --------------------------------- | ------ | ----------- |
| Libera Patria                     | 173    | 15,2%       |
| Partito Democratico dell'Artsakh  | 14     | 1,2%        |
| Federazione Rivoluzionaria Armena | 22     | 1,9%        |
| Partito Comunista dell'Artsakh    | 15     | 1,3%        |
| Indipendenti                      | 906    | 79,5%       |

La presenza femminile tra gli eletti è ancora molto limitata: solo 128 nei Consigli degli anziani e 6 Capi comunità.

## Sindaco di Stepanakert
La competizione più significativa ha riguardato l'elezione del Sindaco della capitale per la cui carica erano in lizza cinque candidati: David Sargsyan, Armen Hakobyan, Grigory Sahakyan e Areg Avasyan (i prii quattro indipendenti, l'ultimo indicato dalla lista "Identità e unità".
Si è imposto David Sargsyan con 7.787 preferenze (su 21.615 voti validi) pari al 36%.